# Kim Kuk-jin
Kim Kuk-jin (ur. 5 stycznia 1989 w Pjongjangu) – koreański piłkarz grający na pozycji pomocnika.